# هنر اندونزیایی
توضیح هنر اندونزیایی (انگلیسی: Indonesian art) بسیار دشوار است، چون این کشور در حد وسیعی ناهمگون است. این کشور پهناور مجمع الجزایری، از ۱۷٬۰۰۰ جزیره تشکیل شده‌است. در حدود ۹۲۲ جزیره از این جزایر، دارای سکنه دائمی هستند، با بیش از ۱٬۳۰۰ گروه‌های قومی، که با افزون بر ۷۰۰ نوع زبان زنده صحبت می‌کنند.
هم چنین اندونزی تاریخ طولانی را تجربه کرده‌است، که در هر دوره هنر متمایزی را بر جای نهاده‌است.